# Bi-Polar
Bi-Polar — четвёртый студийный альбом Ваниллы Айс. Выпущенный лейблом Ultra Records, это второй альбом после Hooked, который был издан на независимом лейбле. Песня «Unbreakable» была переработана для Dance Dance Revolution II как «Still Unbreakable», с дополнительными куплетами от самого Ваниллы Айс и продюсированием от собственного производителя Konami Des-ROW. По состоянию на 2002 год, альбом был продан тиражом 10 645 копий в Соединённых Штатах.

## Производство
Изначально Ванилла Айс планировал выпустить двойной альбом, состоящий из одного диска рок-музыки (Skabz) и одного диска хип-хоп-музыки (Bomb Tha System). Перед его выпуском было решено, что две части альбома будут выпущены на одном диске, причём каждая часть будет выпущена на одном лейбле. Обе части имеют по одной обложке. В Skabz выступают такие хэви-метал артисты, как бывший гитарист Slipknot Джош Брэйнард, Рой Майорга и Билли Милано. В Bomb Tha System, в частности, фигурируют Cyco из Insane Poetry, Chuck D (Public Enemy), Insane Clown Posse и член Wu-Tang Clan La The Darkman. В промоушене альбома Ванилла Айс утверждал, что в записи трека будет участвовать Ленни Кравиц.
Хотя Ванилла Айс упоминается на альбоме как «V-Ice» и «Ice», у него никогда не было намерения менять свой сценический псевдоним. Исполнитель цитирует слова: «Люди задают мне этот вопрос […] имя не меняется. Я горжусь этим, и я не пытаюсь ни от чего убегать или прятаться».

## Лирическое содержание
В «Hip-Hop Rules» Ванилла Айс хвалит то, что он любит в хип-хопе, не обращая внимания на свою карьеру. «Dirty South» и «Tha Weed Song» посвящены марихуане. «Molton», «Nothing is Real» и «Primal Side» повествуют о размышлениях о смерти, в то время как «Elvis Killed Kennedy» и «Hate» критикуют нынешнее состояние, в котором находится мир.
Многие песни содержат смесь откровенных и юмористических текстов, таких как «Exhale», в то время как такие песни, как «Insane Killas», можно охарактеризовать как хорроркор-хип-хоп. Песни на альбоме, такие как «Detonator», «O.K.S.» и «Unbreakable», сосредоточены на навыках рифмовки Айс.
Несмотря на то, что Bi-Polar упоминал его пару раз в прошлых интервью, это единственный музыкальный отклик Ваниллы Айс на Эминема, который ссылается на него с 90-х годов и почти на каждой пластинке, начиная с альбома The Slim Shady LP (1999). В «Exhale» Айс утверждает, что инициалы Маршалла Мэтерса означают «Мини-я», что также является отсылкой к франшизе Остина Пауэрса, потому что в первом фильме также упоминался Ванилла Айс. Айс отметил, что песня была просто шуткой и что у него нет никаких претензий к Эминему. Эминем, однако, снова ссылался на Айс в своём альбоме The Eminem Show (2002), упомянув, что он переродился как его сын, и в фильме «Восьмая миля» (2002).

## Выпуск
Было выпущено пять синглов: «Nothing is Real», «Get Your Ass Up», «Tha Weed Song», «Hot Sex» и «Elvis Killed Kennedy». 26 мая 2002 года Bomb tha System был переиздан под названием Hot Sex с другим оформлением, изображающим женщину в откровенной одежде рядом с Ваниллой Айс.
По словам директора Sony BMG, продажи Bi-Polar были «неплохими… для Ваниллы Айс. Это довольно уважительно. Серьёзно.».

## Критика
Альбом был подвергнут резкой критики. Брэдли Торреано из Allmusic назвал Bi-Polar «дико неровным и временами уморительно плохим». Торреано назвал песни альбома, написанные под влиянием хеви-метала, «ужасно неотличимыми» и производными от таких групп, как Korn и Deftones. Торреано похвалил хип-хоп песни, но назвал их тексты «скучными и упрощёнными» и посчитал, что включение телефонных сообщений в конце альбома не было необходимым. Торреано назвал «Elvis Killed Kennedy» «лучшей песней с альбома» и описал её как «печально редкий пример таланта, которым всё ещё обладает Chuck D».

## Список композиций
| №                   | Название                                                                                | Продюсер(ы)                     | Длительность |
| ------------------- | --------------------------------------------------------------------------------------- | ------------------------------- | ------------ |
| 1.                  | «Introduction»                                                                          |                                 | 0:11         |
| 2.                  | «Nothing Is Real» (Айс, Трейн, Фит, Джош Брэйнард, Рой Майорга, Джейсон Мендельсон)     | Айс                             | 4:26         |
| 3.                  | «Molton» (Айс, Тим МакМуртри, Крис «Hitman» Антонопулос)                                | Айс                             | 3:13         |
| 4.                  | «Mudd Munster» (Айс, Фит, Билли Милано, Джош Брэйнард, Рой Майорга, Джейсон Мендельсон) | Айс                             | 3:24         |
| 5.                  | «Exhale» (Айс, Фит, Тим МакМуртри, Билли Милано)                                        | Тим МакМуртри, Стив Эветтс, Айс | 2:56         |
| 6.                  | «Hate» (Айс)                                                                            | Айс                             | 5:24         |
| 7.                  | «Primal Side» (Айс, Фит, Джош Брэйнард, Рой Майорга, Джейсон Мендельсон)                | Айс                             | 5:23         |
| 8.                  | «I Know» (Айс, Тим МакМуртри, Род Джи)                                                  | Тим МакМуртри, Стив Эветтс, Айс | 4:43         |
| Общая длительность: | Общая длительность:                                                                     | Общая длительность:             | 29:42        |

| №                   | Название                                                                    | Продюсер(ы)         | Длительность |
| ------------------- | --------------------------------------------------------------------------- | ------------------- | ------------ |
| 9.                  | «Hip Hop Intro»                                                             |                     | 0:10         |
| 10.                 | «Hip Hop Rules» (Айс, Трейн, Фит, La The Darkman)                           | Айс                 | 4:32         |
| 11.                 | «O.K.S.» (Айс, Фит, Сайко, DJ Street)                                       | Айс                 | 3:40         |
| 12.                 | «Dirty South» (Айс, Зиро, Фит, Зено, Род Джи, Calico)                       | Айс, Зиро           | 3:42         |
| 13.                 | «Hot Sex» (Айс, Bob Kakaha, REM)                                            | Айс                 | 4:50         |
| 14.                 | «Unbreakable» (Айс, Фит, La Tha Darkman)                                    | Айс                 | 3:09         |
| 15.                 | «Detonator» (Айс, Фит, Трейн)                                               | Айс                 | 3:38         |
| 16.                 | «Elvis Killed Kennedy» (Айс, Фит, Mista Chuck A.K.A. Chuck D, Rahan)        | Айс                 | 3:40         |
| 17.                 | «Insane Killas» (Айс, Трейн, Фит, Insane Clown Posse, La Tha Darkman, Зено) | Айс, Зено           | 5:02         |
| 18.                 | «Tha Weed Song» (Айс, Зено, Блю, Фит, Rahan)                                | Айс                 | 5:15         |
| 19.                 | «Get Your Ass Up» (Айс, Фит, Пирла, Зено)                                   | Айс                 | 2:53         |
| 20.                 | «Crash And Burn» (Телефонное сообщение — Росс Робинсон)                     |                     | 0:47         |
| 21.                 | «Vampiro» (Телефонное сообщение — ICP)                                      |                     | 0:13         |
| 22.                 | «MC & Slasher» (телефонное сообщение — Джереми МакГрат, Виктор Шелдон)      |                     | 0:10         |
| 23.                 | «Anthropology 101» (телефонное сообщение — Зиро)                            |                     | 0:15         |
| 24.                 | «White Trash» (Айс, цитата из фильма «Мыс страха»)                          |                     | 0:26         |
| Общая длительность: | Общая длительность:                                                         | Общая длительность: | 42:29        |

Сэмплы
«Hot Sex»
- «Im Nin’Alu» (Офра Хаза)

«Elvis Killed Kennedy»
- «Best of My Love» (The Emotions)